# Bahnhof Ōnuma
Der Bahnhof Ōnuma (jap. 大沼駅, Ōnuma-eki) ist ein Bahnhof auf der japanischen Insel Hokkaidō. Er befindet sich in der Unterpräfektur Oshima auf dem Gebiet der Stadt Nanae.

## Verbindungen
Ōnuma ist ein Trennungsbahnhof an der Hakodate-Hauptlinie von Hakodate nach Sapporo, der bedeutendsten Bahnstrecke Hokkaidōs. Diese wird von der Gesellschaft JR Hokkaido betrieben. Etwa 300 m nördlich des Bahnhofs teilt sich die Strecke in zwei Äste: Den Hauptstrang der Hakodate-Hauptlinie und die östlich um den Vulkan Hokkaidō-Komagatake herum verlaufende Sawara-Zweigstrecke, die sich beide in Mori wieder vereinen. Die Fujishiro-Zweigstrecke zwischen Nanae und Ōnuma wird üblicherweise nur in nördlicher Richtung befahren; auf dieser können Güterzüge einen 2 % steilen Steigungsabschnitt der älteren Trasse umfahren. In Ōnuma halten Regionalzüge zwischen Hakodate und Mori, die abwechslungsweise beide Zweigstrecken befahren. An der nächstgelegenen Straßenkreuzung befindet sich eine Bushaltestelle der Gesellschaft Hakodate Bus.

## Anlage
Der Bahnhof befindet sich zwischen dem westlichen Ortsrand von Ōnuma und dem Ufer des Konuma-Sees. Er ist von Süden nach Norden ausgerichtet und besitzt fünf Gleise, von denen drei dem Personenverkehr dienen. Sie liegen am Hausbahnsteig und an einem überdachten Mittelbahnsteig, der durch eine gedeckte Überführung mit dem Empfangsgebäude an der Ostseite der Anlage verbunden ist.

## Bilder

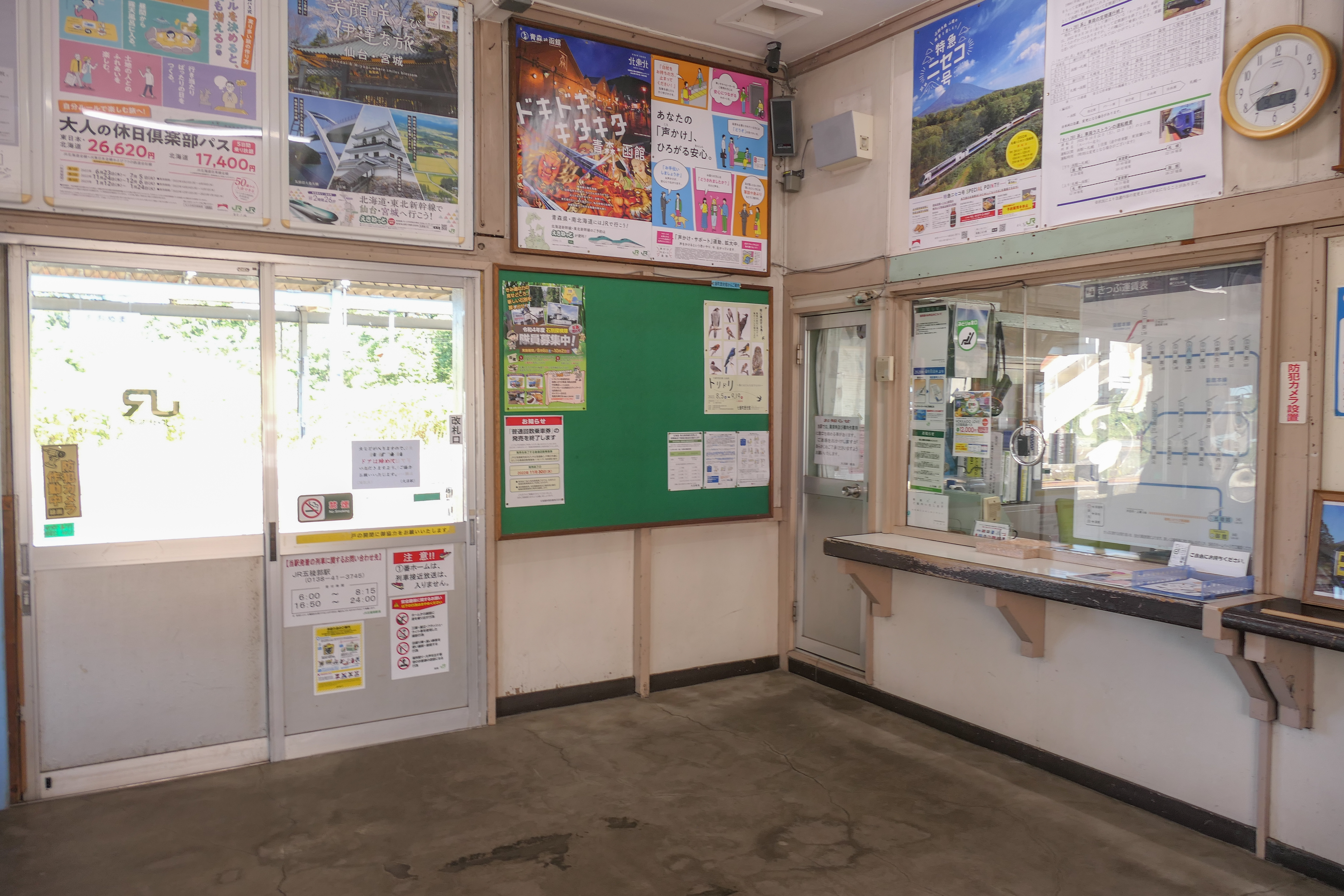
Verkaufsschalter
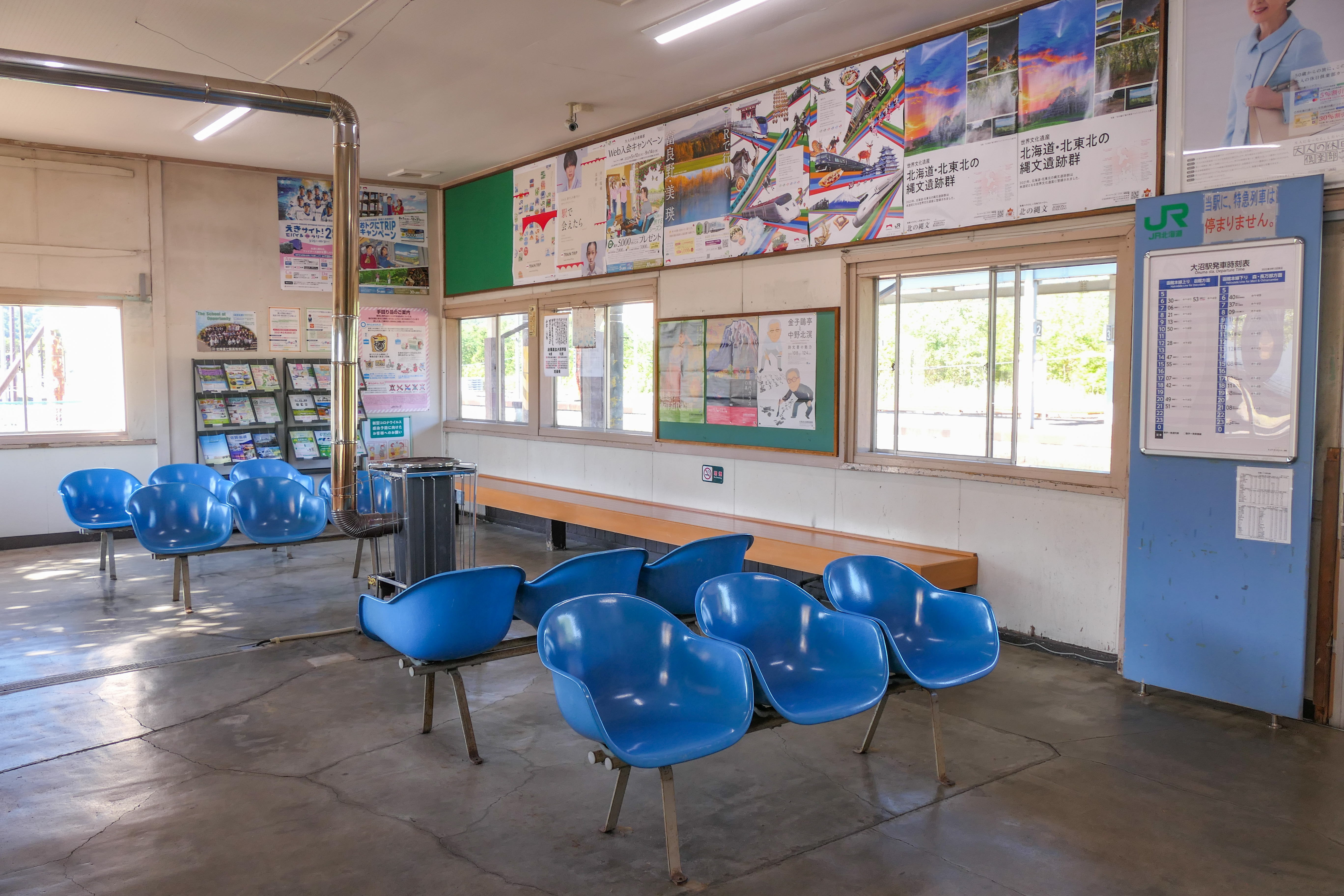
Wartebereich
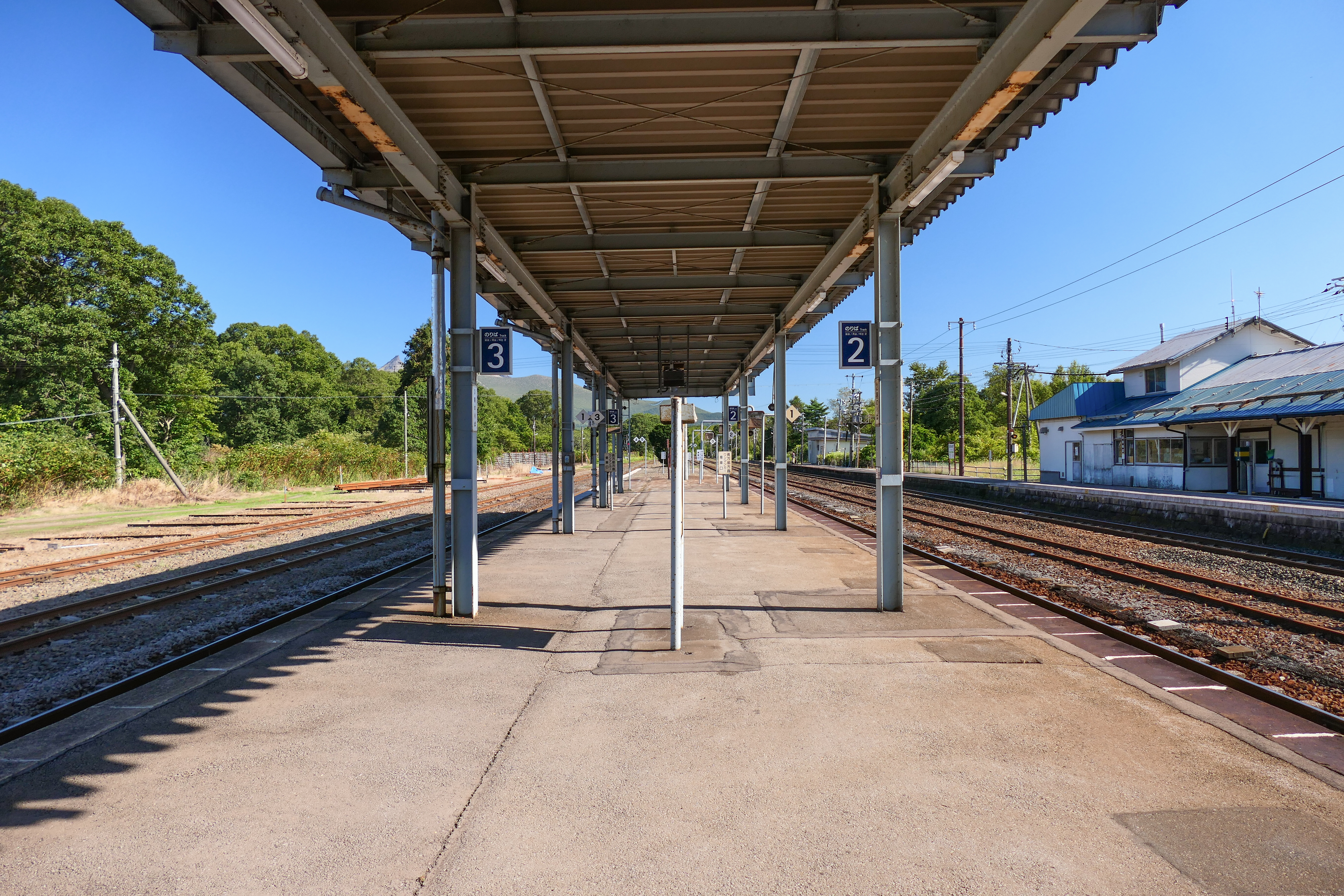
Mittelbahnsteig
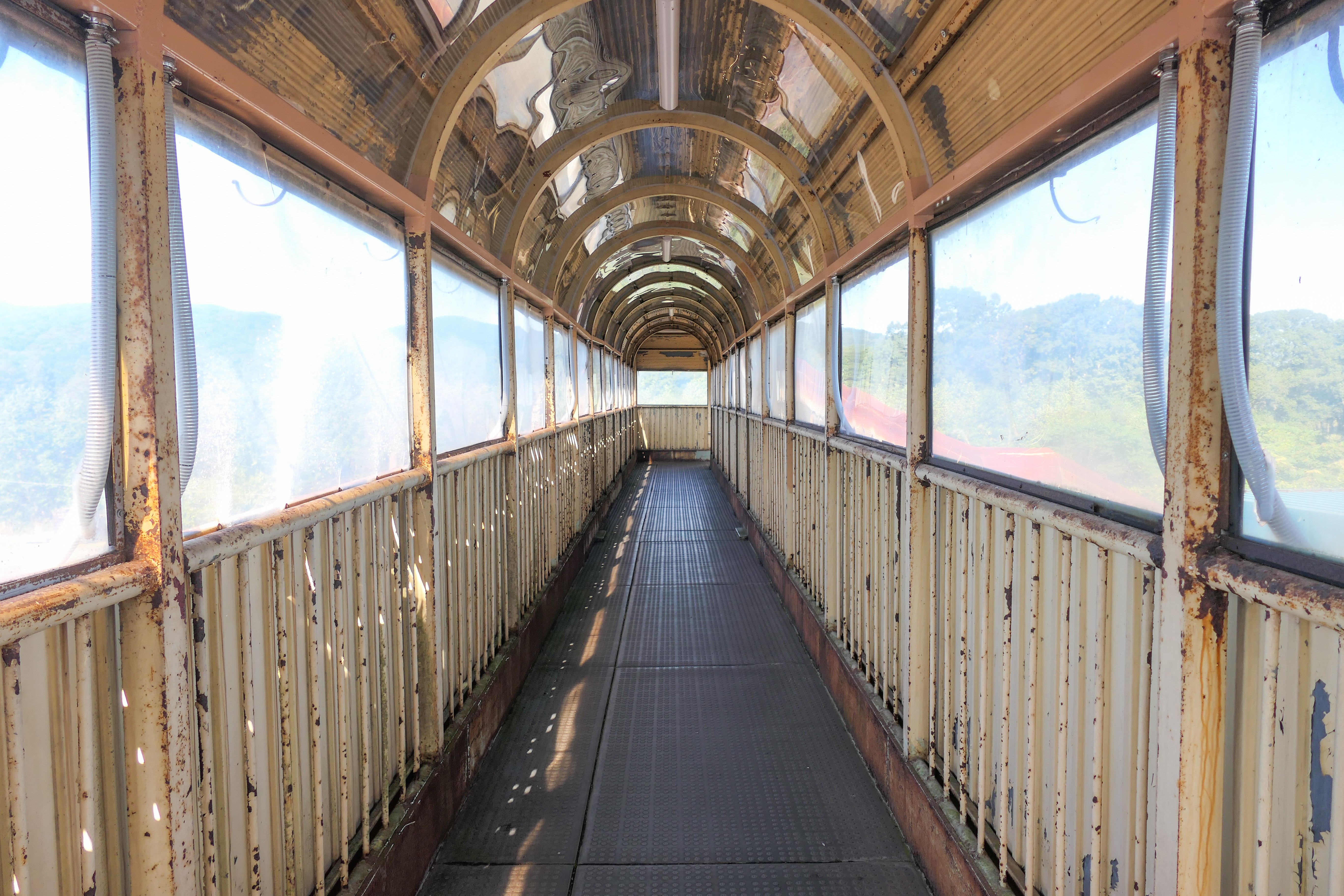
Überführung

## Linien
| Verlauf der Hakodate-Hauptlinie |
| --- |
| Hakodate • Goryōkaku • Kikyō • Ōnakayama • Nanae • Shin-Hakodate-Hokuto • Niyama • Ōnuma • Ōnumakōen • Akaigawa • Komagatake • Mori • Katsuragawa • Ishiya • Hon-Ishikura • Ishikura • Otoshibe • Nodaoi • Yamakoshi • Yakumo • Washinosu • Yamasaki • Kuroiwa • Kita-Toyotsu • Kunnui • Oshamambe • Futamata • Warabitai • Kuromatsunai • Neppu • Mena • Rankoshi • Konbu • Niseko • Hirafu • Kutchan • Kozawa • Ginzan • Shikaribetsu • Niki • Yoichi • Ranshima • Shioya • Otaru • Minami-Otaru • Otaru-Chikkō • Asari • Zenibako • Hoshimi • Hoshioki • Inaho • Teine • Inazumikōen • Hassamu • Hassamuchūō • Kotoni • Sōen • Sapporo • Naebo • Shiroishi • Atsubetsu • Shinrinkōen • Ōasa • Nopporo • Takasago • Ebetsu • Toyohoro • Horomui • Kami-Horomui • Iwamizawa • Minenobu • Kōshunai • Bibai • Chashinai • Naie • Toyonuma • Sunagawa • Takikawa • Ebeotsu • Moseushi • Fukagawa • Osamunai • Chikabumi • Asahikawa Sawara-Zweigstrecke: Ōnuma • Chōshiguchi • Shikabe • Oshima-Numajiri • Oshima-Sawara • Kakarima • Oshironai • Higashi-Mori • Mori |

## Geschichte

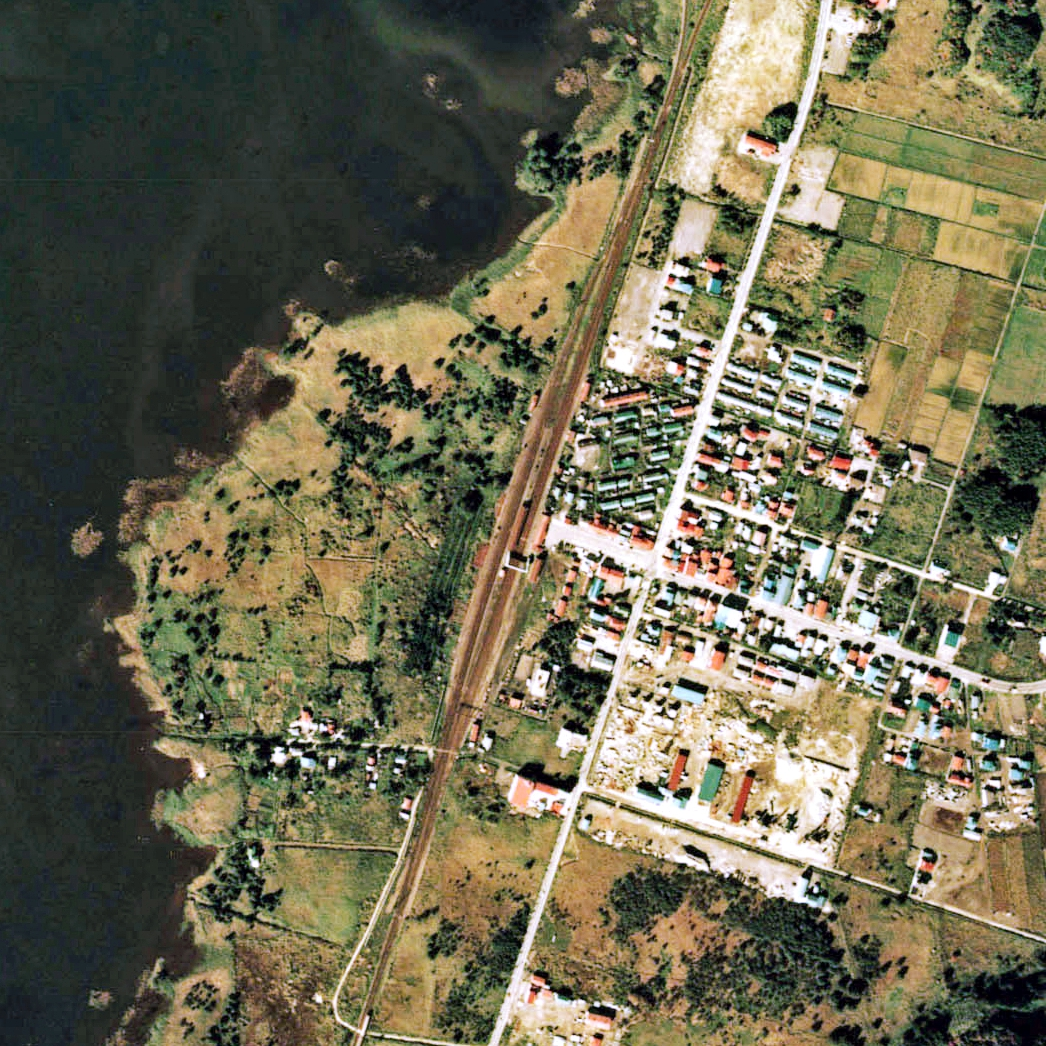
Luftansicht (1976)

Die Bahngesellschaft Hokkaidō Tetsudō eröffnete den Bahnhof am 28. Juni 1903, zusammen mit dem Abschnitt zwischen Hongō (heute Shin-Hakodate-Hokuto) und Mori. Nach der Verstaatlichung der Hokkaidō Tetsudō am 1. Juli 1907 war das Eisenbahnamt (das spätere Eisenbahnministerium) zuständig. Diese ersetzte 1918 das Empfangsgebäude durch einen Neubau. Der Bahnhof erhielt am 15. Juni 1920 den neuen Namen Ikusagawa (軍川). Am 25. Januar 1945 wurde die Sawara-Zweigstrecke zwischen Ōnuma und Mori eröffnet, die Fujishiro-Zweigstrecke zwischen Nanae und Ōnuma ging am 1. Oktober 1966 in Betrieb.
Die Japanische Staatsbahn gab am 26. Oktober 1971 den Güterumschlag auf, renovierte 1982 das Empfangsgebäude und stellte am 1. Februar 1984 die Gepäckaufgabe ein. Im Rahmen der Staatsbahnprivatisierung ging der Bahnhof am 1. April 1987 in den Besitz der neuen Gesellschaft JR Hokkaido über. Seit 2000 halten hier keine Schnellzüge mehr.